# الکس مندز
الکس مندز (انگلیسی: Álex Menéndez؛ زادهٔ ۱۵ ژوئیهٔ ۱۹۹۱) بازیکن فوتبال اهل اسپانیا است.
از باشگاه‌هایی که در آن بازی کرده‌است می‌توان به باشگاه فوتبال اسپورتینگ خیخون اشاره کرد.